# ورخ-یابوگان
ورخ-یابوگان (به لاتین: Verkh-Yabogan) یک منطقهٔ مسکونی در روسیه است که در جمهوری آلتای واقع شده‌است.